# Єласи
Єла́си (рос. Еласы, марій. Йоласъял) — село у складі Гірськомарійського району Марій Ел, Росія. Адміністративний центр Єласівського сільського поселення.

## Населення
Населення — 539 осіб (2010; 568 у 2002).
Національний склад (станом на 2002 рік):
- гірські марійці — 66 %